# Lithophane umbrosa
Lithophane umbrosa là một loài bướm đêm trong họ Noctuidae.